# Dark Souls
Dark Souls (jap. ダークソウル Dāku Souru) ist ein Fantasy-Action-Rollenspiel des japanischen Entwicklers FromSoftware und der erste Teil der Dark-Souls-Reihe. Es erschien 2011 für PlayStation 3 und Xbox 360. Eine Windows-Version folgte im August 2012. Mit Dark Souls: Remastered erschien 2018 eine Remaster-Fassung für PlayStation 4, Xbox One und Nintendo Switch. Das Spiel gilt als geistiger Nachfolger von Demon’s Souls desselben Entwicklers. Weltweit verkaufte sich das Spiel mehr als 2,3 Millionen Mal. Im März 2014 wurde der Nachfolger Dark Souls II veröffentlicht.

## Handlung
Im Gegensatz zu den meisten anderen Videospielen besitzt Dark Souls eine wenig straff erzählte Handlung, sondern fordert den Spieler auf, die Geschichte der Spielwelt und die Bedeutung ihrer und seiner Handlungen selbst herauszufinden. Kleine Hintergrundgeschichten und Informationen rund um die Spielwelt und ihre Bewohner werden durch Beschreibungen von Gegenständen oder kurze Dialoge mit NPCs erzählt. Das Spiel lässt bewusst viele Details offen, sodass der Spieler angeregt wird, eigene Schlüsse aus den Handlungsfragmenten zu ziehen.

### Vorgeschichte
Die Welt von Dark Souls bestand lange Zeit vor Einsetzen der Spielhandlung nur aus einer grauen Einöde. Erst durch das unerklärte Aufkommen von Feuer und den darin enthaltenen Seelen entstanden humanoide Lebensformen, welche mit der Kraft von vier Fürstenseelen die Welt kultivieren konnten (Zeitalter des Feuers). Ab diesem Zeitpunkt unterteilt die Handlung die Humanoiden grob in normale Menschen und Herrscher. Wichtigste Personen sind der Herrscher Fürst Gwyn (Gründer und Erbauer der Spielwelt Lordran) und der Verstohlene Zwerg, welcher die Dunkle Seele einst im Feuer fand und zunächst keine Rolle zu spielen scheint.

### Spielhandlung
Der Titel spielt in dem Königreich Lordran, das vom Fluch der Untoten heimgesucht wird. Der Spieler startet selbst als Untoter und erwacht im Asyl der Untoten in einer Kerkerzelle. Ihm wird bei der Flucht geholfen und er kann somit nach Lordran reisen. Nun ist es die Aufgabe des Spielers, die beiden Glocken der Erweckung zu läuten, um mehr über den Fluch, der auf der Welt liegt, zu erfahren.
Der Fluch der Untoten erlaubt es dem Spieler, zwar an Leuchtfeuern nach dem Tod wiederaufzuerstehen, jedoch hat der Fluch fast alle Menschen in Lordran in vernunftlose, aggressive Wesen verwandelt, welche Hüllen genannt werden und keine Menschlichkeit mehr in sich tragen. Nach dem Läuten der beiden Glocken wird dem Spieler von der Schlange Königssucher Frampt erklärt, dass die Ursache des Fluches das Erlöschen des Urfeuers ist und somit das Ende des Zeitalters des Feuers einzuläuten droht. Fürst Gwyn opferte einst sein Leben als Nahrung für das Urfeuer, damit sein Zeitalter des Feuers fortbestehen kann. Um es Gwyn gleichzutun und die Welt vor dem Fluch zu retten, muss der Spieler das Herrschergefäß finden, mit den vier Fürstenseelen füllen und Gwyn im Kampf besiegen.
Eine weitere Schlange, Dunkelschleicher Kaathe, erzählt jedoch einen anderen Hergang der vergangenen Ereignisse: Das Ende von Gwyns Zeitalter des Feuers ist notwendig, damit das Zeitalter der Dunkelheit/Menschen eingeläutet werden kann. Der Spieler sowie alle Menschen sind Nachfahren des Verstohlenen Zwerges, welche einen Teil der dunklen Seele in sich tragen (Menschlichkeit). Gwyn, in Furcht um sein Erbe, versuchte, diesen Ausgang der Ereignisse durch sein Opfer zu verhindern.
Inwieweit man von beiden Schlangen getäuscht wird, bleibt ungeklärt. Nachdem Fürst Gwyn am Ursprung des Feuers besiegt wurde, kann der Spieler entweder das Gebiet verlassen, woraufhin er das Zeitalter der Dunkelheit einläutet und von den Schlangen zum Fürst der Untoten gekrönt wird, oder das letzte Leuchtfeuer entzünden und das Zeitalter des Feuers zu verlängern.

## Spielprinzip
Zu Beginn des Spiels erstellt der Spieler einen Charakter, dessen Aussehen und Geschlecht er anpassen kann. Außerdem wählt er aus den Charakterklassen Krieger, Ritter, Vagabund, Dieb, Bandit, Jäger, Zauberer, Pyromant, Kleriker und Bettler seine Spielfigur aus. Dabei unterscheiden sich die Klassen allerdings nur durch die Startausrüstung des Spielers und teilweise bereits zur Klasse passend investierte Talentpunkte. Da der Spieler bei der Verbesserung seiner Talente freie Auswahl hat, kann er sich auch im Nachhinein noch umentscheiden und so seine eigene Spielweise finden. Größere Bedeutung kann das ebenfalls zu wählende „Geschenk“ haben, das sich der Spieler aussuchen kann. Während einige der Geschenke einfache Verbrauchsgegenstände sind, die anfangs einen kleinen Vorteil verleihen, besteht u. a. auch die Möglichkeit, den „Generalschlüssel“ zu wählen, durch den viele Türen im Spiel gleich zu Spielbeginn geöffnet werden und somit erhebliche Abkürzungen genutzt werden können. Dies ist allerdings besonders für Anfänger nicht ratsam, da so sehr fortgeschrittene Gebiete zugänglich werden, die unerfahrene Spieler überfordern können.
Die Spielwelt von Dark Souls ist offen und besteht aus teilweise miteinander verbundenen Arealen. Der Spieler kämpft sich durch eine Vielzahl von Gegnern und trifft auf einige Bossgegner. Dabei erhält er für jedes besiegte Monster Seelen, die sowohl zum Steigern von Talenten, als auch als Zahlungsmittel bei Händlern dienen. Außerdem liegen überall in der Welt verstreut Gegenstände wie Waffen, Rüstungen oder Verbrauchsgegenstände wie Bomben und Wurfmesser. Es gibt allerdings keine Heilgegenstände, sondern nur „Estus-Flakons“, von denen der Spieler eine vorgegebene Anzahl zur Verfügung hat. An einigen Stellen trifft der Spieler auch auf NPCs, die kurze Dialoge führen, ihm Fähigkeiten beibringen oder Gegenstände verkaufen.
Überall in der Spielwelt befinden sich Leuchtfeuer, die nach Aktivierung als Rücksetzpunkte beim Tod des Spielers dienen, die Estus-Flakons wieder auffüllen und es dem Spieler erlauben, von Monstern erhaltene Seelen in Talentpunkte zu investieren und später auch Waffen aufzuwerten oder zu reparieren. Bei Nutzung eines Leuchtfeuers werden die meisten Gegner (jedoch keine Bossgegner) wieder lebendig; dies auch, wenn der Spieler durch Tod an ein Leuchtfeuer zurückkehren muss. Außerdem verliert der Spieler alle gesammelten, jedoch noch nicht ausgegebenen Seelen und diese bleiben als grüne Wolke an der Position seines Todes zurück. Er hat anschließend die Möglichkeit, sie wieder aufzusammeln, indem er ohne einen weiteren Tod zu ihnen gelangt. Stirbt er allerdings auf dem Weg dorthin erneut, sind die Seelen verloren.
Ein weiteres Element des Spielprinzips von Dark Souls ist die sogenannte Menschlichkeit. Mit ihr kann sich der Spieler an einem Leuchtfeuer bis zu seinem nächsten Ableben in einen Menschen zurückverwandeln. Nur in menschlicher Form können einige der Online-Features des Spiels genutzt werden. So können andere Spieler in seine Welt eindringen und ihn zu einem PvP-Kampf zwingen. Im Gegenzug hat er auch die Möglichkeit, verbündete Spieler durch am Boden platzierte Runen in seine Welt einzuladen, die ihn dann beim Kampf unterstützen können. Unabhängig davon, ob der Spieler menschlich ist, kann er außerdem Nachrichten lesen, die andere Spieler für ihn in der Welt hinterlassen haben. Dabei können die Nachrichten aus vorgegebenen Satzfragmenten zusammengesetzt werden, sodass keine Sprachbarriere zwischen Spielern entstehen kann. Außerdem besteht die Möglichkeit, Nachrichten zu bewerten, um so z. B. andere Spieler vor falschen Informationen zu schützen.

## Entwicklung
Das Spiel erschien ursprünglich nur für Konsolen. Auf Kundennachfragen im offiziellen Forum des Publishers Bandai Namco deutete ein Mitarbeiter des Unternehmens die Möglichkeit einer Portierung an, sofern eine ausreichende Unterstützung spürbar sei. Dies führte zu einer Onlinepetition, die innerhalb weniger Tage mehrere zehntausend Unterstützer fand und nach Aussage desselben Mitarbeiters auch auf Führungsebene des Publishers Aufmerksamkeit erregt habe. Im April 2012 kündigte Bandai Namco schließlich eine PC-Version mit zusätzlichen Inhalten unter dem Titel Dark Souls: Prepare to Die Edition an. Als einen der Gründe gab From Softwares Creative Director Hidetaka Miyazaki die hohe Nachfrage nach einer PC-Version an.
Während die Prepare-to-Die-Edition für den PC bereits neue Gegner und Gebiete beinhaltet, wurde der Zusatzinhalt auch für die Xbox 360 sowie die PlayStation 3 bestätigt. Der DLC trägt den Namen Artorias of the Abyss und erschien am 26. Oktober 2012. Neben neuen Bossen, Feinden, PVP-Arena und Online-Spielersuche-System bietet die Erweiterung auch zusätzliche Waffen sowie Rüstungen.

## Rezeption
Das Spiel erhielt sehr gute bis herausragende Kritiken und wurde etwa bei den Golden Joystick Awards 2021 als das „Ultimate Game of All Time“ ausgezeichnet.
Ein Bericht der Wochenzeitung Die Zeit bezeichnete Dark Souls als ein Spiel, das sich nicht an die breite Masse richte, sondern an eine „eng definierte und leidensfähige Zielgruppe“, die ihre Befriedigung aus dem Bewältigen besonders schwieriger Aufgaben ziehe.
Gemäß Geschäftsbericht von Bandai Namco hatte sich das Spiel bis März 2012 rund 1,19 Millionen Mal in den Vereinigten Staaten und Europa verkauft. Bis April 2013 steigerte sich der Absatz auf weltweit 2,37 Millionen Exemplare.
GameStar lobt die schöne Spielwelt und das präzise und durchdachte Kampfsystem, welches sich mit Gamepad gut steuern ließe. An der PC-Version werden die Begrenzung der Bildfrequenz auf maximal 30 Frames pro Sekunde, eine native Bildauflösung von nur 1024 × 720 und eine katastrophale Maus- und Tastatursteuerung, bei der der Mauszeiger ständig im Bild ist, kritisiert. Auch gäbe es immer wieder Framerateeinbrüche.

## Nachfolger
Der Nachfolger Dark Souls II wurde Mitte März 2014 für die beiden Konsolen PlayStation 3 und Xbox 360 veröffentlicht, die Windows-Version wurde am 25. April des Jahres veröffentlicht.
Der dritte Teil der Serie, Dark Souls III, wurde offiziell auf der Electronic Entertainment Expo (E3) 2015 in Los Angeles für das Frühjahr 2016 angekündigt und erschien im April des Jahres in Deutschland. Mit dem dritten Teil wurde die Serie abgeschlossen.